# Zoran Arsenić
Zoran Arsenić (Osijek, 2 giugno 1994) è un calciatore croato, difensore del Raków Częstochowa.

## Caratteristiche tecniche
È un difensore centrale.

## Palmarès

### Club

#### Competizioni nazionali
- Campionato polacco: 1

Raków Częstochowa: 2022-2023
- Coppa di Polonia: 2

Raków Częstochowa: 2020-2021, 2021-2022
- Supercoppa di Polonia: 1

Raków Częstochowa: 2021